# Ochodaeus luscinus
Ochodaeus luscinus es una especie de coleóptero de la familia Ochodaeidae.

## Distribución geográfica
Habita en la Columbia Británica y en Alberta en  (Canadá).